# Boris Vasil'evič Tokarev
Boris Vasil'evič Tokarev (20 agosto 1947) è un attore e regista sovietico.

## Filmografia parziale

### Regista
- Nas venčali ne v cerkvi (1982)
- Nočnoj ėkipaž (1987)
- Otshelnik (1992)

### Attore
- Spasёnnoe pokolenie, regia di Jurij Sergeevič Pobedonoscev (1959)
- Qui le albe sono quiete, regia di Stanislav Rostockij (1972)